# خالد الغامدي (لاعب كرة قدم مواليد 1996)
خالد متعب الغامدي (مواليد 18 يناير 1996) هو لاعب كرة قدم سعودي يلعب في نادي السلمية.

## مسيرة اللاعب
مثل نادي النصر في الفئات السنية و نادي الرياض ونادي النجمة ونادي البطين ونادي السلمية.